# Institut mondial du charbon
L’Institut mondial du charbon (ou WCI, World Coal Institute), est une association d’entreprises et d’associations charbonnières. Il est le seul groupe à représenter le secteur charbonnier dans le monde entier.
L’Institut mondial du charbon représente l’industrie charbonnière dans les débats internationaux de politique et de recherche sur l’énergie et l’environnement. L’Institut entreprend des actions comme groupe de pression, organise des ateliers de travail et offre diverses informations et documents destinés à améliorer la connaissance du charbon de la part des décisionnaires et du grand public.

## Les objectifs de WCI
- Donner voix à l’industrie charbonnière dans les débats de politiques internationales sur l’énergie et l’environnement.
- Mieux faire connaitre les mérites et l’importance du charbon comme source principale de combustible pour la production d’électricité.
- Mieux faire comprendre le rôle capital joue par le charbon dans la production mondiale d’acier dont dépend l’industrie tout entière.
- Veiller à ce que les décideurs, et l’opinion publique en général, soient bien informés sur les progrès des technologies du charbon propre, des progrès qui augmentent constamment l’efficacité du charbon et réduisent fortement son impact sur l’environnement.
- Soutenir les autres secteurs de l’industrie charbonnière mondiale en soulignant l’importance et les qualités du charbon comme ressource énergétique abondante, propre, sure et économique.
- Promouvoir les mérites du charbon et moderniser son image comme combustible propre et efficace, indispensable à la production mondiale d’électricité et d’acier.

## Les activités de WCI
- Lobbying, développement de politiques et participations aux débats internationaux sur les problèmes concernant l’ensemble de la communauté du charbon.
- Créer des partenariats internationaux entre les industries du charbon et d’importantes agences internationales, et participer à un large panel de groupes influents.

Le siège du World Coal Institute se trouve à Londres.